# Rue Louis-le-Grand
Pour les articles homonymes, voir Louis le Grand.
La rue Louis-le-Grand est une voie du quartier Gaillon dans le 2e arrondissement de Paris.

## Situation et accès
La rue Louis-le-Grand est une voie publique située dans le 2e arrondissement de Paris. Elle débute au 16, rue Danielle-Casanova et se termine au 31, boulevard des Italiens.
Elle est desservie par les lignes 3, 7 et 8 à la station Opéra.

## Origine du nom
La rue Louis-le-Grand doit son nom au voisinage de la place Vendôme, autrefois place Louis-le-Grand.

## Historique
La rue est percée en 1703 à la suite d'un arrêt du Conseil du roi signé à Marly, le 3 juillet 1703. Elle est coupée en 1868 par le percement de la rue Réaumur prolongée (rue du Quatre-Septembre) puis, en 1876, par le percement de l'avenue de l'Opéra.
La place portait le nom de Louis le Grand, c’est-à-dire Louis XIV. À la Révolution, la place Louis-le-Grand fut renommée « place des Piques » ; la rue prit alors le nom de « rue des Piques ». La Restauration rendit aux deux voies le nom qu'elles portaient sous l'Ancien Régime.

## Bâtiments remarquables et lieux de mémoire
- No 1 : le peintre Hyacinthe Rigaud (1659-1743) mourut dans cette maison le 29 décembre 1743. Une plaque fixée sur le mur lui rend hommage.

|                                                                         |  |  |
| À gauche, la maison, et à droite la plaque posée en hommage au peintre. |  |  |

- No 7 : théâtre La Pépinière.
- No 9 : ancien siège du journal Le Canard enchaîné de 1927 à 1940 puis du journal L'Œuvre puis du journal L'Aurore.
- No 29 [détruit en 1876] : antenne parisienne de l'Institution Morin, fondée par Prosper-Henri Morin, pendant d'un établissement à Fontenay-aux-Roses, et dirigée dans les années 1830-1850 avec son beau-fils Guillaume Belèze[3].
- No 30 : siège de la maison de haute couture d'Émile Pingat, rival de Charles Frederick Worth, de 1860 à 1896, puis de son successeur A. Wallès[4].

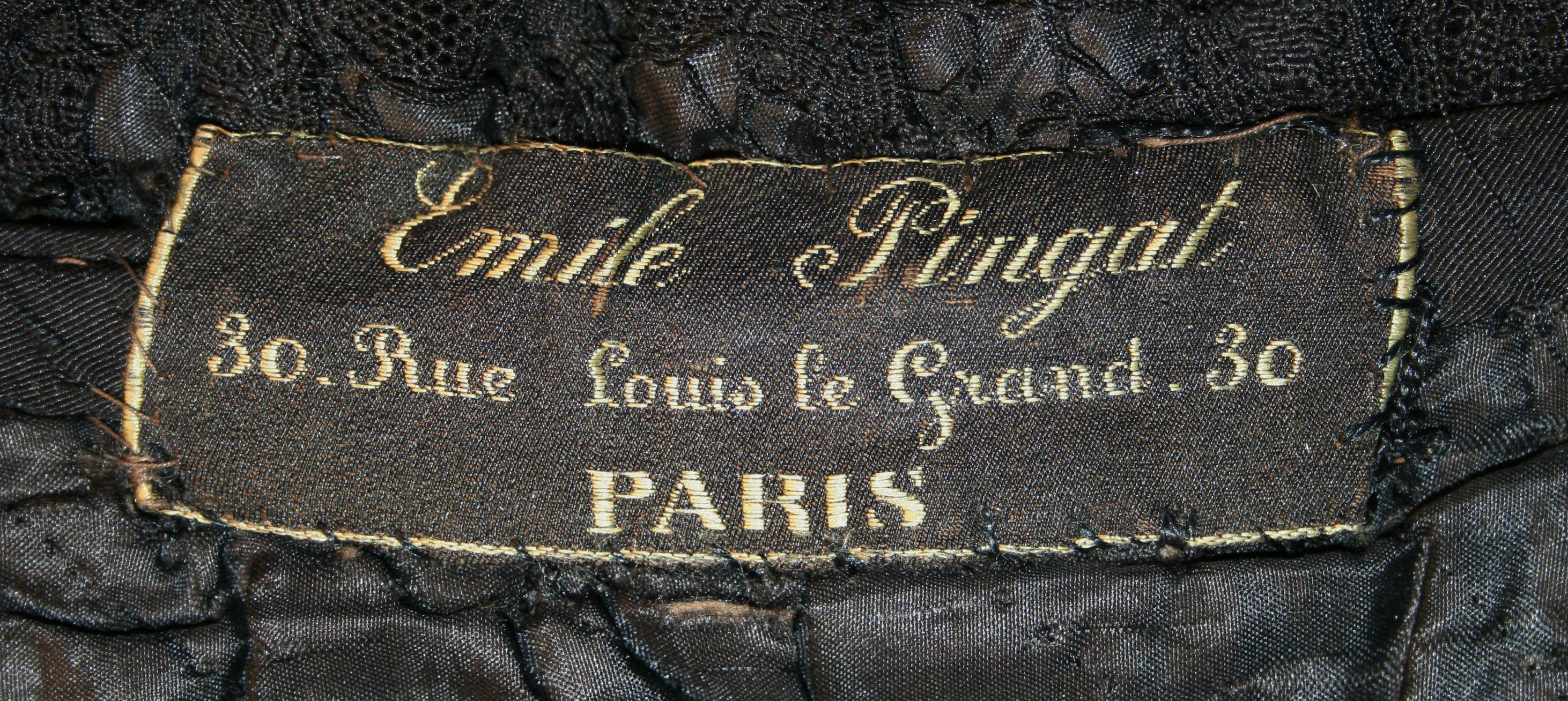
Étiquette d'Émile Pingat (années 1890).

- No 32 : cinéma Pathé Opéra dans le palais Berlitz, ouvert en 1950.